# C/2011 W3 (Лавджоя)
C/2011 W3 (Лавджоя) — довгоперіодична комета групи Крейца, яку відкрив 27 листопада 2011 року астроном-любитель Террі Лавджой (англ. Terry Lovejoy) з Австралії. У час виявлення вважалося, що діаметр комети 100–200 метрів, що принаймні в 10 разів більше ніж для звичайних комет групи Кройца. Але після того як комета занурилась в сонячну корону, пролетівши за 120000 км над поверхнею зірки й на подив спостерігачам винирнула знову, пролунали думки, що комета повинна мати діаметр щонайменше 500 м, щоб пережити таке зближення із Сонцем.

## Фотографії

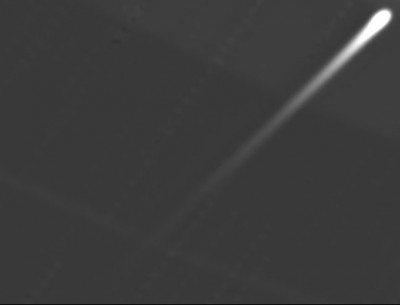
STEREO - Комета Лавджоя перед перигелієм зблизька
STEREO - Занурення комети Лавджоя в сонячну корону
SDO - виринання комети Лавджоя з корони